# Rio Glaveş
O Rio Glaveş é um rio da Romênia, afluente do Sărata, localizado no distrito de Buzău.